# Medakathous
Medakathous là một chi bọ cánh cứng trong họ 
Elateridae.
Chi này được miêu tả khoa học năm 1964 bởi Kishii.

## Các loài
Các loài trong chi này gồm:
- Medakathous amami (Kishii, 1985)
- Medakathous jactatus (Lewis, 1894)